# Manuel Pucciarelli
Manuel Pucciarelli (* 17. Juni 1991 in Prato) ist ein italienischer Fußballspieler.

## Karriere
Pucciarelli, der überwiegend als hängende Spitze agiert, begann seine Laufbahn 1997 im Alter von sechs Jahren bei Jolly Montemurlo, einem Kooperationsverein des FC Empoli. Vier Jahre später wechselte er in die Jugend des FC Empoli und durchlief die Altersstufen bis 2011. Ab 2009 stand er bei einigen Spielen im Kader der Profimannschaft.
Im Mai 2011 kam er zu seinem Debüt in der Serie B beim 1:1 im Spiel gegen Vicenza Calcio in der Spielzeit 2010/11 als Einwechselspieler. In der Hinrunde der folgenden Saison kam Pucciarelli zu lediglich vier Einsätzen, sodass man sich auf eine halbjährige Leihe zur US Gavorrano einigte, in der er Spielpraxis sammeln sollte. In 17 Partien erzielte er zehn Tore und kehrte zur Spielzeit 2012/13 nach Empoli zurück. Diesmal kam er regelmäßig zu Einsätzen und verbuchte 18 Einsätze, in denen ihm ein Treffer gelang. Während der Saison 2013/14, in der er in 37 Spielen sechs Tore erzielte, war Pucciarelli Stammspieler und stieg mit der Mannschaft in die Serie A auf. Bis Sommer 2017 absolvierte er 168 Pflichtspiele für den FC Empoli und erzielte 21 Tore.
Zur Saison 2017/18 wechselte er zu Chievo Verona.

## Erfolge
- Aufstieg in die Serie A: 2013/14